# Vilson João Santin
Vilson João Santin (Xanxerê, 2 de abril de 1956) é um político brasileiro.
Filho de Avelino Santin e de Santa Helena Bianchi Santin. Casou com Jocimara Santin, com quem tem filhos.
Nas eleições gerais no Brasil em 1990 foi candidato pelo Partido dos Trabalhadores (PT) a deputado estadual para a Assembleia Legislativa de Santa Catarina, obtendo 7.141 votos e sendo eleito para a 12ª Legislatura (1991-1995).